# Contea d'Artois
La Contea d'Artois (comté d'Artois in francese, graafschap Artesië in lingua olandese) è stata una provincia storica della Francia e successivamente uno stato mediato del Sacro Romano Impero. Posto nel nord della Francia, al confine con l'attuale Belgio, il suo territorio ricalcava circa quello che oggi è il dipartimento del Passo di Calais e in minor parte il Nord. Le sue principali città sono Arras, Calais, Boulogne-sur-Mer, Saint-Omer e Lens.

## Storia
Abitato in origine dalla tribù belga degli Atrebati, occupato dai Romani, con l'arrivo dei Franchi l'Artois divenne un comitatus carolingio. Successivamente divenne possesso dei conti Odalrico ed Ecfrido ma, nell'898, il Conti delle Fiandre Baldovino II lo conquistò e, dopo la sua morte, una volta preso il potere il figlio Arnolfo I di Fiandra, tutto l'Artois cadde sotto il controllo dei fiamminghi. Nel 1180 il conte Filippo I di Fiandra creò, come dote per la nipote Isabella di Hainaut che andava in sposa al re Filippo II di Francia, il Principato d'Artois. Dopo la morte, dieci anni dopo, di Isabella, i francesi rivendicarono come proprio l'Artois incontrando però una forte opposizione da parte fiamminga. Dopo essersi autoproclamato conte d'Artois, il re Luigi VIII di Francia organizzò una spedizione contro i fiamminghi che portò alla cattura del conte Ferdinando ed alla firma, nel 1212, del trattato di Guînes, che comportava la cessione ai francesi delle località di Guînes, Aire-sur-la-Lys e Saint-Omer. Il resto dell'Artois venne annesso al regno di Francia dopo la battaglia di Bouvines, nel 1224, e dopo la firma, due anni dopo del trattato di Melun.
Nel 1237 Luigi VIII diede l'Artois in appannaggio al figlio Roberto, capostipite dei Conti di Artois. Dopo la morte di Roberto II d'Artois, nel 1302, durante la battaglia di Courtrai, si accace una disputa per il potere tra la figlia del defunto conte Mahaut d'Artois ed il nipote Roberto III d'Artois. La disputa fu vinta dalla donna e, dopo la sua morte nel 1329, la contea passò nelle mani della figlia Giovanna II di Borgogna. Il regno quest'ultima durò appena un anno infatti, nel 1330 morì e le succedette la figlia Giovanna III di Borgogna. Giovanna aveva ereditato dalla madre anche la contea di Borgogna, sposando Oddone IV di Borgogna s'imparentò con la Casa borgognona. Tutti i territori vennero ereditati da Filippo I di Borgogna ma, alla sua morte, nel 1361, l'Artois andò a Margherita I di Borgogna, figlia della defunta Giovanna II. Alla morte di Margherita la contea tornò sotto il controllo fiammingo, dal momento che il figlio di costei era Luigi II di Fiandra. Dopo la sua morte nel 1384, la figlia Margherita III delle Fiandre assieme al marito Filippo II di Borgogna diventarono sovrani del grande Ducato di Borgogna, formato dall'Artois, dalla Borgogna e dalle Fiandre. La contea, che nel 1464 aveva mandato i suoi deputati alla prima sessione degli Stati generali dei Paesi Bassi, rimase ai borgognoni fino alla morte di Carlo il Temerario durante la battaglia di Nancy, nel 1477. Divenuto possesso francese, i territori ex-borgognoni furono rivendicati da Massimiliano I d'Austria. Scoppiò un conflitto che vide i francesi sconfitti ma gli asburgici riuscirono ad ottenere solamente le Fiandre, mentre la Franca Contea e l'Artois rimasero sotto il controllo del re Luigi XI di Francia. A sancire tale situazione fu siglato ad Arras, nel 1482 un trattato.
Undici anni dopo, il successore di Luigi, Carlo di Francia, cedette, con la firma del trattato di Senlis, la regione a Massimiliano, diventato nel frattempo Imperatore del Sacro Romano Impero. Diventato uno stato dell'Impero, l'Artois venne inglobato nelle Diciassette Province dei Paesi Bassi del Sud. Nel 1579 siglò, confermando la sua lealtà all'Impero spagnolo, l'Unione di Arras. Nel 1640, nel corso della guerra franco-spagnola, venne occupato dalle truppe di Luigi XIV di Francia. Al termine del conflitto, nel 1659, con la firma del trattato dei Pirenei, la contea d'Artois passò definitivamente al Regno di Francia.